# Mahané Yehuda

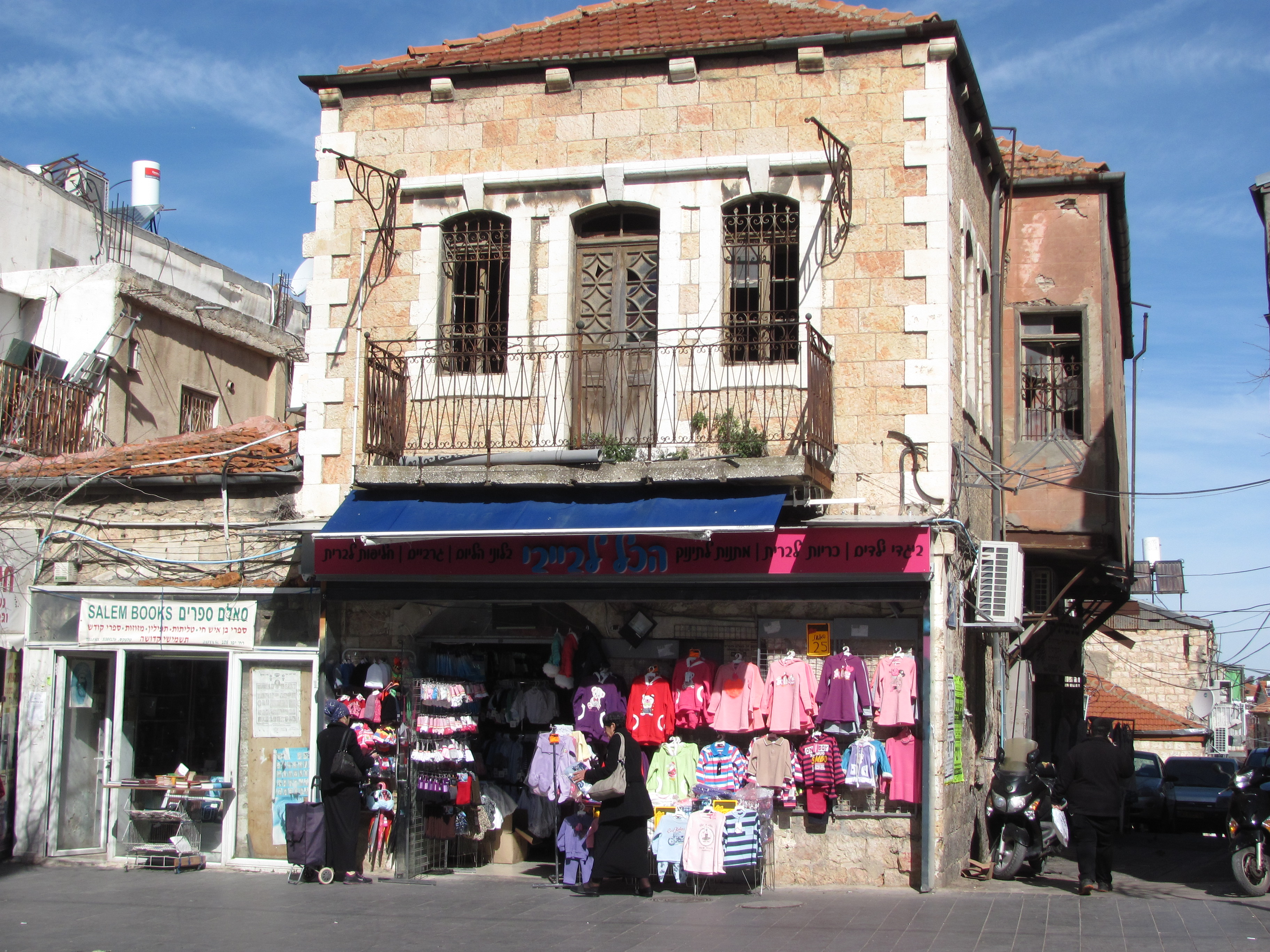
Maisons de Mahané Yehuda en face de la rue Jaffa.

Mahané Yehuda (מחנה יהודה, « camp de Juda ») est un quartier historique de Jérusalem, où se tient notamment le marché du même nom.

## Histoire
Situé à l'ouest de Jérusalem et au nord de la rue Jaffa, Mahané Yehuda est fondé en 1887 par trois hommes d'affaires, le banquier suisse et chrétien Johannes Frutiger (de) et ses deux associés juifs, Joseph Navon et Shalom Konstrum. À la fin du XIXe siècle, l'endroit regroupe 162 habitations. Ses premiers résidents appartiennent à la bourgeoisie aisée, puis il devient peu à peu un quartier ouvrier au cours des années 1920. Son nom est un hommage au frère cadet de Joseph Navon, Yehuda, mort jeune.
Le quartier abrite huit synagogues, dont Zoharei Chama dans la rue Jaffa, ainsi que la yeshiva de Sfas Emes (en), datant de 1925, qui est l'une des premières yeshivoth hassidiques fondées en Israël.
Mahané Yehuda est délimité par la rue David Yellin au nord,  la rue Flavius Josèphe à l'est, la rue Jaffa au sud et la rue Navon à l'ouest. Il fait aujourd'hui partie du quartier de Nahalaot.
De l'autre côté de la route, à l'ouest, s'étend le quartier de Beit Ya'akov (en), créé en 1877. C'est à la fin du XIXe siècle que le marché s'installe, sur un terrain à l'est de Beit Ya'akov.

## Galerie

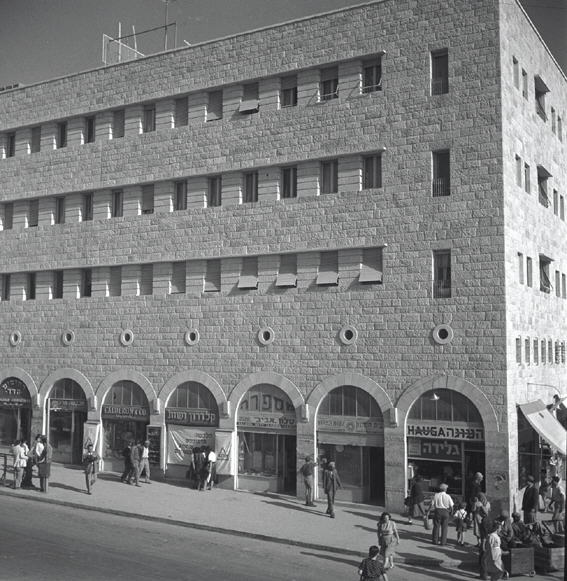
Le centre commercial de Mahané Yehuda vers 1940, photographie de Yaakov Rosner
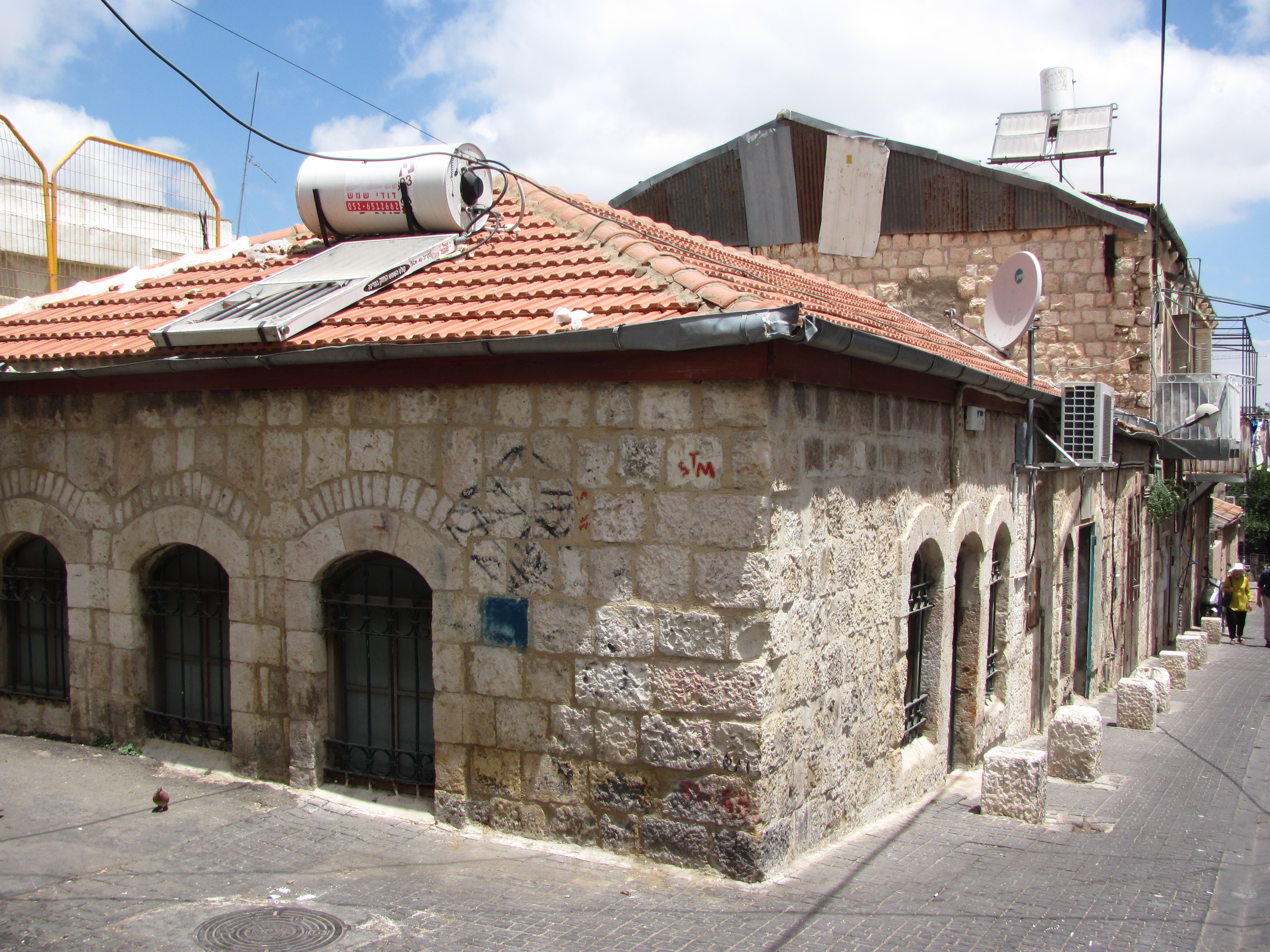
Maison de Mahané Yehuda
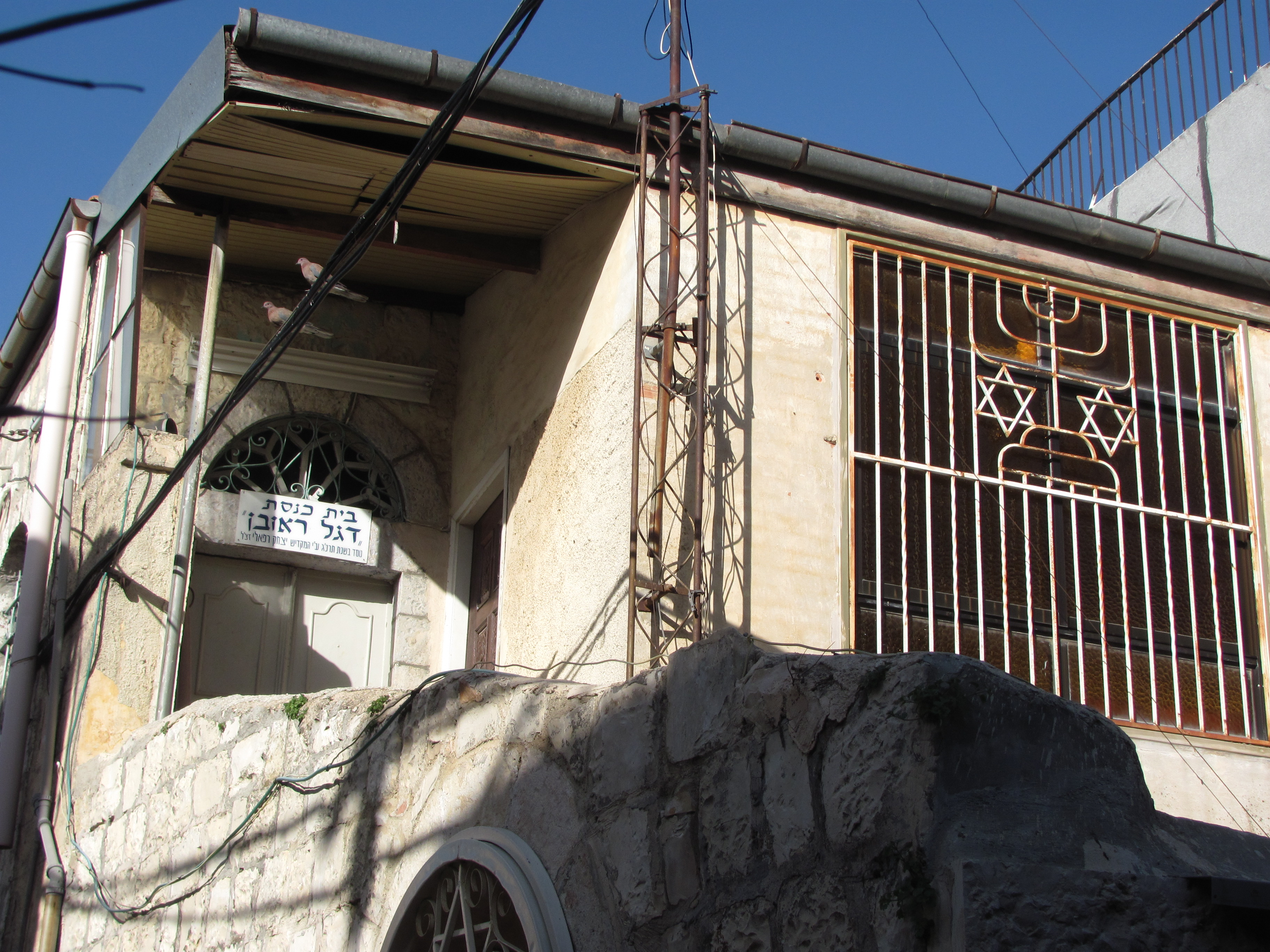
La synagogue Degel Reuven, fondée en 1893 à Mahané Yehuda
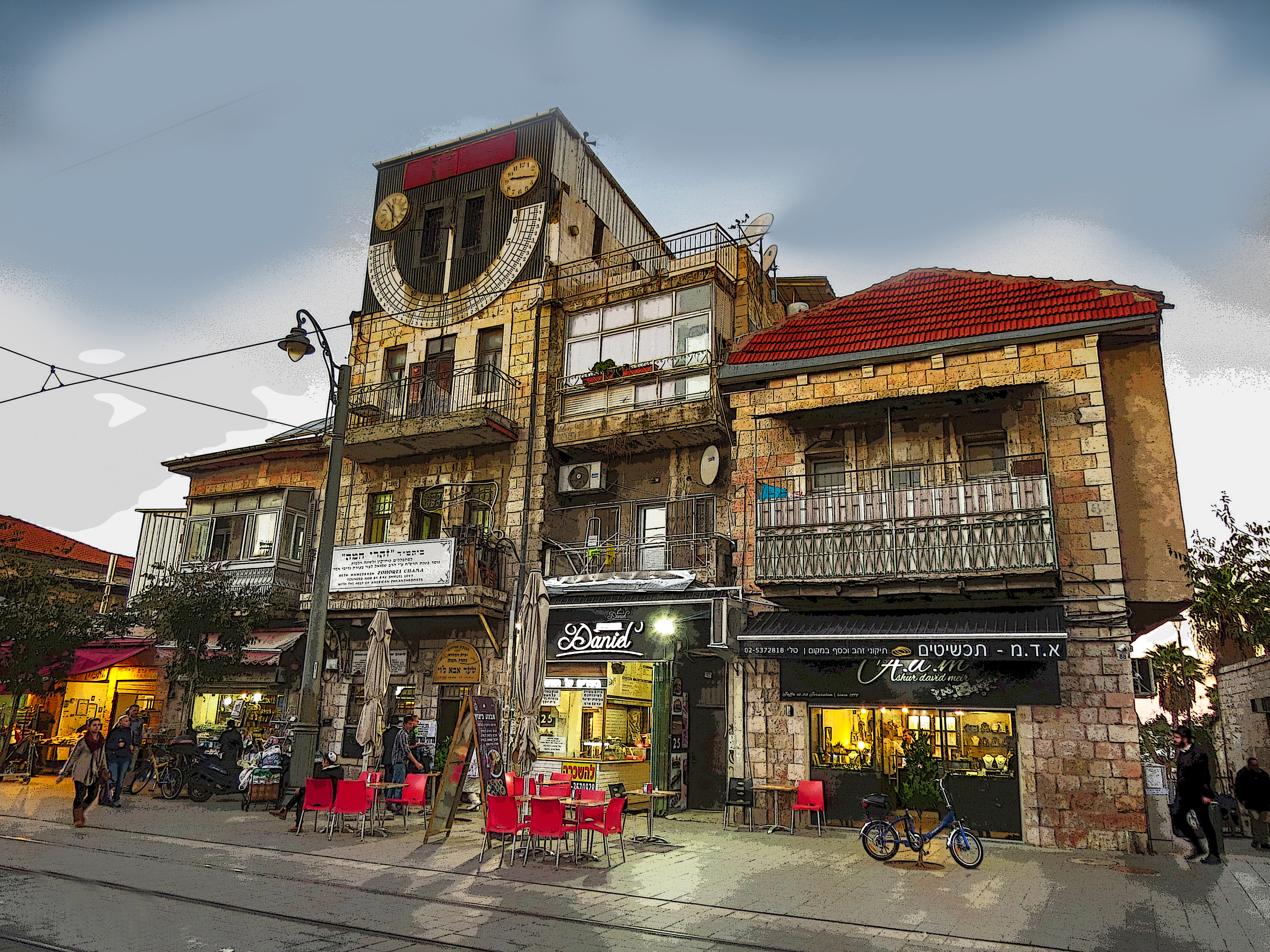
La synagogue Zoharei Chama et son cadran solaire
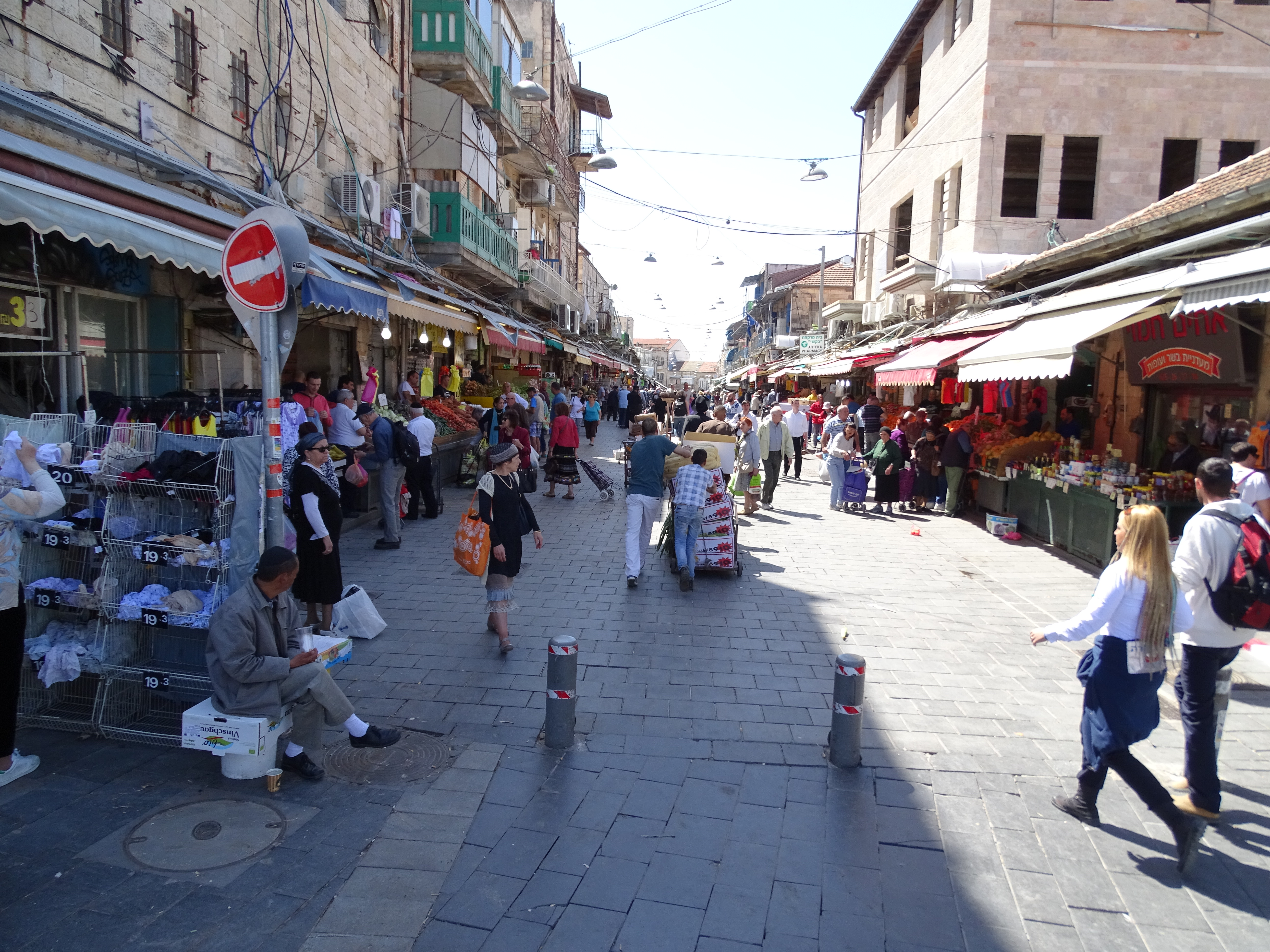
Le marché de Mahané Yehuda